# Brigada 3 Vânători (1918-1920)
Brigada 3 Vânători a fost o unitate de infanterie, de nivel tactic, din Armata României, care a participat la acțiunile militare postbelice din perioada 1918-1920. Brigada făcut parte din compunerea de luptă a Diviziei 2 Vânători, comandată de general Gheorghe Dabija, împreună cu Brigada 4 Vânători.:p. 314

## Compunerea de luptă
- Regimentul 2 Vânători - comandant: loc. col. Victor Iacobini
- Regimentul 3 Vânători - comandant: col. Traian Constantinescu

## Participarea la operațiunile militare
În cadrul acțiunilor militare postbelice, Brigada 3 Vânători a participat la acțiunile militare în dispozitivul de luptă al Diviziei 2 Vânători, participând la Operația ofensivă la vest de Tisa. Brigada 3 Vânători, integrată în Divizia 2 Vânători, a fost transportată pe calea ferată prin Predeal , fiind concentrată în perimetrul Sibiu-Sebeșul (săsesc)-Simeria-Petroșani, pentru a împiedica transportul de materiale de război spre Ungaria.

## Comandanți
- Colonel Constantin Paulian
- Colonel Dumitru Dumitriu